# Червоная Криница (Ореховский район)
Червоная Криница (укр. Червона Криниця) — село,
Преображенский сельский совет,
Ореховский район,
Запорожская область,
Украина.
Код КОАТУУ — 2323987803. Население по переписи 2015 года составляло 72 человека.

## Географическое положение
Село Червоная Криница находится в 3-х км от левого берега реки Жеребец,
на расстоянии в 2,5 км от села Омельник.
По селу протекает пересыхающий ручей.

## История
- 1877 год — дата основания.